# Icosaedro truncado
O Icosaedro truncado é um sólido de Arquimedes.
O sólido é obtido por truncatura sobre os vértices do Icosaedro.
Tem 12 faces pentagonais regulares e 20 hexagonais regulares.
O Icosaedro truncado tem 60 vértices e 90 arestas.
O Poliedro dual do Icosaedro truncado é o Dodecaedro pentakis.
As bolas de futebol costumam ser feitas a partir deste sólido.
A forma alotrópica do carbono, o buckminsterfulereno, é uma molécula em que os átomos de carbono se localizam nos vértices de um icosaedro truncado.

## Planificação

Uma rotação completa de uma icosaedro truncado, fotos a cada 15°, parte do acervo da Matemateca IME-USP.

## Área e volume
Área A e o volume V de um Icosaedro truncado de lado a:
{\displaystyle A=3(10{\sqrt {3}}+{\sqrt {5}}{\sqrt {5+2{\sqrt {5}}}})~a^{2}\approx 72,6073~a^{2}}
{\displaystyle V={1 \over 4}(125+43{\sqrt {5}})~a^{3}\approx 55,2877~a^{3}}